# Tavuš
Tavuš (arménsky Տավուշ;  [tɑˈvuʃ]) je provincie v Arménii. Nachází se na severozápadě země. Na severu hraničí s Gruzií a na východě s Ázerbájdžánem. Její hlavní město je Idževan, má rozlohu 2 704 km² a v roce 2002 měla 121 963 obyvatel.